# Cérico
Cérico (em latim: Cerycus) foi um oficial bizantino do século VI, ativo no reinado do imperador Justiniano (r. 527–565) em Lázica.

## Vida
Em 527/8, Cérico era um dos três oficiais (os demais era Ireneu de Antioquia e Gilderico, ou Belisário segundo algumas fontes) enviados pelo imperador para Lázica para auxiliar o rei Tzácio I contra o Império Sassânida. Foram derrotados após brigarem entre si e Justiniano os reconvocou, enviando Pedro. O ofício deles é incerto, mas é provável que foram mestres vacantes dos soldados. Segundo a fonte do século XI, a versão metafrástica da Vida de São Teodósio, o Cenobiarca, certo Cérico, descrito como bravo soldado e devoto cristão, enquanto lutando contra a Pérsia, visitou Teodósio perto de Jerusalém e, impressionado com seus argumentos sobre o poder invencível de Deus em vez dos números dos homens ou força das armas, pegou emprestado a capa do santo em vez de sua armadura. Então partiu em campanha, ganhou grande vitória e retornou para contar a Teodósio. Essa história não é relatada na Vida de Teodósio de Cirilo de Citópolis e caso possua alguma base histórica e caso este Cérico seja o mesmo da missão em Lázica, esse episódio não ocorreu muito antes de 529, quando Teodósio estava com idade muito avançada.